# Festiwal Kapel i Śpiewaków Ludowych
Festiwal Kapel i Śpiewaków Ludowych w Kazimierzu Dolnym nad Wisłą – cykliczna impreza, której zadaniem jest promowanie kultury ludowej i folkloru. Oprócz występów na scenie imprezie towarzyszy klub festiwalowy, warsztaty oraz jarmark.
Festiwal zapoczątkowany w 1966 roku to rodzaj konkursu, w którym rywalizują między sobą kapele i śpiewacy ludowi z całej Polski.
Najważniejsze, prestiżowe spotkanie śpiewaków i kapel ludowych w Polsce. Jego celem jest przegląd, popularyzacja oraz dokumentacja tradycji autentycznego muzykowania i śpiewu ludowego.
Impreza ma charakter konkursu; biorą w niej udział kapele ludowe, instrumentaliści grający na tradycyjnych instrumentach, śpiewacy i zespoły śpiewacze, których repertuar jest zgodny z tradycjami danego regionu kraju. Głównym wyróżnieniem jest tzw. Baszta, którą przyznaje się w kilku kategoriach (m.in. solistom, kapelom, zespołom śpiewaczym).
Festiwal Kapel i Śpiewaków Ludowych organizuje Wojewódzki Ośrodek Kultury w Lublinie. Festiwalowi towarzyszy Kiermasz Sztuki Ludowej organizowane przez Stowarzyszenie Twórców Ludowych.